# Blackburneus puncticollis
Blackburneus puncticollis är en skalbaggsart som beskrevs av Rudolph Petrovitz 1969. Blackburneus puncticollis ingår i släktet Blackburneus och familjen Aphodiidae. Inga underarter finns listade.